# Staurois tuberilinguis
Staurois tuberilinguis är en groddjursart som beskrevs av George Albert Boulenger 1918. Staurois tuberilinguis ingår i släktet Staurois och familjen egentliga grodor. IUCN kategoriserar arten globalt som nära hotad. Inga underarter finns listade i Catalogue of Life.